# Copperhead

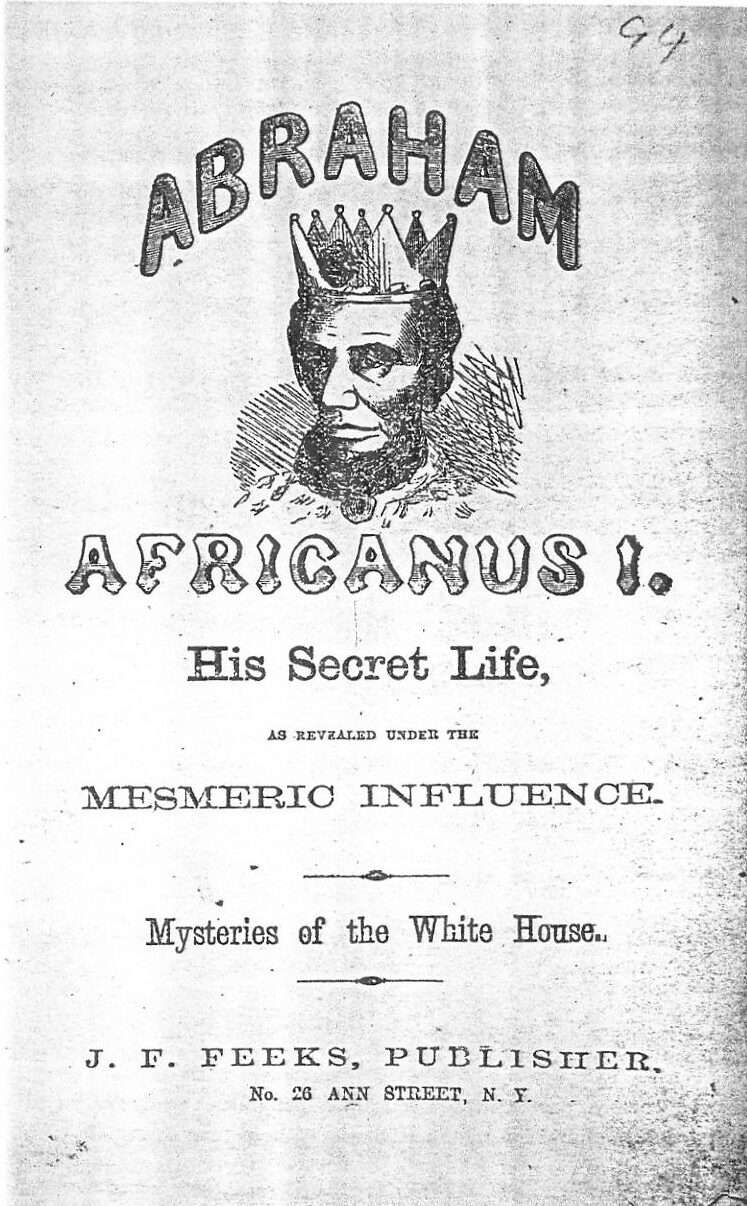
Propaganda copperhead contra o presidente Abraham Lincoln, acusando-o de ser um "monarca".

Os Copperheads eram uma facção do Partido Democrata dentro da União, na década de 1860, durante a guerra civil americana, que simpatizava com a Confederação e queriam uma solução pacífica para o conflito no país. Os republicanos começaram a chamar estes congressistas de "Copperheads", em alusão a cobra venenosa de mesmo nome, em inglês. Os democratas anti-guerra não tomaram o insulto e, na verdade, começaram a se chamar, com orgulho, de "Coppers".
Os Copperheads representavam a ala mais extremistas dos "Democratas do Norte". Entre os congressistas mais famosos desta facção estavam Clement L. Vallandigham, Alexander Long e Fernando Wood. Por abertamente apoiarem a Confederação, muitos republicanos acusavam os Coppers de traição.
Este movimento era mais forte na região de Ohio, que tinham vários laços econômicos com o sul, além de tradições parecidas. Elementos reacionários pelo país, que apoiavam os Coppers, estariam alarmados com a modernização da sociedade e o crescente movimento pró igualdade racial perante a lei. O Partido Republicano, fundado por abolicionistas, havia tomado uma posição firme contra a escravidão. Os copperheads defendiam que cada estado deveria legislar sobre si mesmo e eram contrários a intervenções excessivas do governo federal. Historiadores afirmam que os coppers danificaram o esforço de guerra da União, se opondo, por exemplo, a conscrição e até encorajavam a deserção e, segundo os republicanos, conspiravam contra o país.
Os Copperheads não eram necessariamente em favor da secessão, mas sim da unidade nacional, conservando a escravidão e a independência legislativa dos estados. Historiadores modernos, contudo, afirmam que estes ideais eram impraticáveis, já que a Confederação não aceitaria qualquer final que não garantisse sua independência. Apoio a esta facção era alto no começo da guerra civil, quando as tropas federais do Norte sofreram pesadas baixas em combate. Porém, a partir de 1863, a maré do conflito virou em favor do Norte e os coppers passaram a pedir com mais veemência uma solução negociada do conflito. Após a queda de Atlanta, em setembro de 1864, a vitória militar da União se tornou irreversível e o copperismo entrou em colapso.
Os principais adversários dos copperheads do outro lado do espectro político eram os republicanos radicais. Dentro do seu próprio partido, eles rivalizavam com os War Democrats (democratas que favoreciam a União). Em uma das suas derrotas legislativas mais significante, eles acabaram sendo humilhados na votação efusiva em favor da Décima Terceira Emenda à Constituição dos Estados Unidos, que aboliu a escravidão. Também eram minoria no Congresso contra a Reconstrução, acusando os nortenhos de revanchismo contra o sul.